# Чемпіонат світу з футболу 2010 (кваліфікаційний раунд, УЄФА, група 2)
| М  | Команда    | І  | В | Н | П | МЗ | МП | РМ  | О  |
| -- | ---------- | -- | - | - | - | -- | -- | --- | -- |
| 1. | Швейцарія  | 10 | 6 | 3 | 1 | 18 | 8  | +10 | 21 |
| 2. | Греція     | 10 | 6 | 2 | 2 | 20 | 10 | +10 | 20 |
| 3. | Латвія     | 10 | 5 | 2 | 3 | 18 | 15 | +3  | 17 |
| 4. | Ізраїль    | 10 | 4 | 4 | 2 | 20 | 10 | +10 | 16 |
| 5. | Люксембург | 10 | 1 | 2 | 7 | 4  | 25 | −21 | 5  |
| 6. | Молдова    | 10 | 0 | 3 | 7 | 6  | 18 | −12 | 3  |

|            | Греція | Ізраїль | Латвія | Люксембург | Молдова | Швейцарія |
| ---------- | ------ | ------- | ------ | ---------- | ------- | --------- |
| Греція     | —      | 2 : 1   | 5 : 2  | 2 : 1      | 3 : 0   | 1 : 2     |
| Ізраїль    | 1 : 1  | —       | 0 : 1  | 7 : 0      | 3 : 1   | 2 : 2     |
| Латвія     | 0 : 2  | 1 : 1   | —      | 2 : 0      | 3 : 2   | 2 : 2     |
| Люксембург | 0 : 3  | 1 : 3   | 0 : 4  | —          | 0 : 0   | 0 : 3     |
| Молдова    | 1 : 1  | 1 : 2   | 1 : 2  | 0 : 0      | —       | 0 : 2     |
| Швейцарія  | 2 : 0  | 0 : 0   | 2 : 1  | 1 : 2      | 2 : 0   | —         |

## Результати

### Молдова— Латвія
| 06.09.2008 19:00 UTC+3 |

| Молдова      | 1 — 2    | Латвія                    |
| ------------ | -------- | ------------------------- |
| Алексєєв 76' | Протокол | Карлсонс 8' Астаф'євс 22' |

| Шериф (спортивний комплекс), Тирасполь Глядачів: 4 300 Арбітр: Марк Кортні (Північна Ірландія) |

### Люксембург— Греція
| 06.09.2008 21:15 UTC+2 |

| Люксембург | 0 — 3    | Греція                                       |
| ---------- | -------- | -------------------------------------------- |
|            | Протокол | Торосідіс 36' Гекас 45' Харістеас 77' (пен.) |

| Жозі Бартель, Люксембург Глядачів: 4 596 Арбітр: Андерс Германсен (Данія) |

### Ізраїль— Швейцарія
| 06.09.2008 20:55 UTC+3 |

| Ізраїль             | 2 — 2    | Швейцарія          |
| ------------------- | -------- | ------------------ |
| Бенаюн 73' Саар 90' | Протокол | Якін 45' Нкуфо 56' |

| Рамат-Ган (стадіон), Рамат-Ган Глядачів: 29 600 Арбітр: Мартін Ганссон (Швеція) |

### Молдова— Ізраїль
| 10.09.2008 20:30 UTC+3 |

| Молдова    | 1 — 2    | Ізраїль             |
| ---------- | -------- | ------------------- |
| Пикущак 1' | Протокол | Голан 40' Сабан 45' |

| Зімбру, Кишинів Глядачів: 10 500 Арбітр: Сесар Фернандес (Іспанія) |

### Латвія— Греція
| 10.09.2008 21:15 UTC+3 |

| Латвія | 0 — 2    | Греція        |
| ------ | -------- | ------------- |
|        | Протокол | Гекас 17' 50' |

| Сконто, Рига Глядачів: 8 600 Арбітр: Тоні Шапрон (Франція) |

### Швейцарія— Люксембург
| 10.09.2008 20:30 UTC+2 |

| Швейцарія | 1 — 2    | Люксембург             |
| --------- | -------- | ---------------------- |
| Нкуфо 43' | Протокол | Штрассер 28' Левек 86' |

| Летцигрунд, Цюрих Глядачів: 20 500 Арбітр: Деян Філіпович (Сербія) |

### Швейцарія— Латвія
| 11.10.2008 17:45 UTC+2 |

| Швейцарія          | 2 — 1    | Латвія      |
| ------------------ | -------- | ----------- |
| Фрай 63' Нкуфо 73' | Протокол | Івановс 71' |

| АФГ Арена, Санкт-Галлен Глядачів: 18 026 Арбітр: Лусілло Кардозо Кортес де Батіста (Португалія) |

### Люксембург— Ізраїль
| 11.10.2008 20:15 UTC+2 |

| Люксембург | 1 — 3    | Ізраїль                              |
| ---------- | -------- | ------------------------------------ |
| Петерс 14' | Протокол | Бенаюн 1' (пен.) Голан 63' Туама 82' |

| Жозі Бартель, Люксембург Глядачів: 3 562 Арбітр: Ігор Єгоров (Росія) |

### Греція— Молдова
| 11.10.2008 21:30 UTC+3 |

| Греція                          | 3 — 0    | Молдова |
| ------------------------------- | -------- | ------- |
| Харістеас 31' 51' Кацураніс 40' | Протокол |         |

| Георгіос Караїскакіс (стадіон), Пірей Глядачів: 13 684 Арбітр: Еспен Бернтсен (Норвегія) |

### Латвія— Ізраїль
| 15.10.2008 19:00 UTC+3 |

| Латвія           | 1 — 1    | Ізраїль    |
| ---------------- | -------- | ---------- |
| Колесніченко 89' | Протокол | Бенаюн 50' |

| Сконто, Рига Глядачів: 7 100 Арбітр: Владімір Хрінак (Словаччина) |

### Люксембург— Молдова
| 15.10.2008 20:15 UTC+2 |

| Люксембург | 0 — 0    | Молдова |
| ---------- | -------- | ------- |
|            | Протокол |         |

| Жозі Бартель, Люксембург Глядачів: 2 157 Арбітр: Марцін Борський (Польща) |

### Греція— Швейцарія
| 15.10.2008 21:30 UTC+3 |

| Греція        | 1 — 2    | Швейцарія                 |
| ------------- | -------- | ------------------------- |
| Харістеас 68' | Протокол | Фрай 42' (пен.) Нкуфо 77' |

| Георгіос Караїскакіс, Пірей Глядачів: 28 810 Арбітр: Лусілло Кардозо Кортес де Батіста (Португалія) |

### Люксембург— Латвія
| 28.03.2009 17.00 UTC+1 |

| Люксембург | 0—4      | Латвія                                                                                          |
| ---------- | -------- | ----------------------------------------------------------------------------------------------- |
|            | Протокол | Гіртс Карлсонс 25' Александрс Цауня 48' Алексійс Вішняковс 71' Перепльоткін Андрій Ігорович 86' |

| Жозі Бартель, Люксембург Глядачів: 2 516 Арбітр: Марк Уітбі, Уельс |

### Ізраїль— Греція
| 28.03.2009 21:00, UTC+2 |

| Ізраїль   | 1—1      | Греція             |
| --------- | -------- | ------------------ |
| Голан 55' | Протокол | Теофаніс Гекас 42' |

| Рамат-Ган (стадіон), Рамат-Ган Глядачів: 38 000 Арбітр: Роберто Розетті, Італія |

### Молдова— Швейцарія
| 28.03.2009 18:45, UTC+2 |

| Молдова | 0—2      | Швейцарія                |
| ------- | -------- | ------------------------ |
|         | Протокол | Фрай 32' Фернандес 90+3' |

| Зімбру, Кишинів Глядачів: 10 500 Арбітр: Дугі Макдоналд, Шотландія |

### Латвія— Люксембург
| 01.04.2009 18:30 UTC+3 |

| Латвія                       | 2—0      | Люксембург |
| ---------------------------- | -------- | ---------- |
| Жигаєвс 44' Верпаковскіс 76' | Протокол |            |

| Сконто, Рига Глядачів: 6 700 Арбітр: Фірат Айдінус (Туреччина) |

### Греція— Ізраїль
| 01.04.2009 21:30 UTC+3 |

| Греція                             | 2—1      | Ізраїль   |
| ---------------------------------- | -------- | --------- |
| Салпінгідіс 32' Самарас 67' (пен.) | Протокол | Барда 60' |

| Панрітіо, Іракліон Глядачів: 22 794 Арбітр: Олегаріу Бенкеренса, Португалія |

### Швейцарія— Молдова
| 01.04.2009 20:30 UTC+2 |

| Швейцарія          | 2—0      | Молдова |
| ------------------ | -------- | ------- |
| Нкуфо 20' Фрай 52' | Протокол |         |

| Стад де Женев, Женева Глядачів: 20 100 Арбітр: Джанлука Роккі, Італія |

### Ізраїль— Латвія
| 05.09.2009 21:00, UTC+3 |

| Ізраїль | 0—1      | Латвія     |
| ------- | -------- | ---------- |
|         | протокол | Горкшс 59' |

| Рамат-Ган (стадіон), Рамат-Ган Глядачів: 20 000 Арбітр: Кнут Кірхер, Німеччина |

### Молдова— Люксембург
| 05.09.2009 19:00, UTC+3 |

| Молдова | 0—0      | Люксембург |
| ------- | -------- | ---------- |
|         | Протокол |            |

| Зімбру, Кишинів Глядачів: 7 820 Арбітр: Гедимінас Мажейка, Литва |

| 05.09.2009 20:30 UTC+2 |

| Швейцарія                       | 2—0      | Греція |
| ------------------------------- | -------- | ------ |
| Гріхтінг 84' Марко Падаліно 87' | Протокол |        |

| Санкт-Якоб Парк, Базель Глядачів: 38 500 Арбітр: Франк Де Блекере, Бельгія |

### Ізраїль— Люксембург
| 09.09.2009 21:00, UTC+3 |

| Ізраїль                                                     | 7—0      | Люксембург |
| ----------------------------------------------------------- | -------- | ---------- |
| Барда 9', 21', 43' Баручан 15' Омер Голан 58' Саар 82', 84' | Протокол |            |

| Рамат-Ган (стадіон), Рамат-Ган Глядачів: 7 038 Арбітр: Мікаель Свенсен (Данія) |

### Латвія— Швейцарія
| 09.09.2009 21:30 UTC+3 |

| Латвія                  | 2—2      | Швейцарія             |
| ----------------------- | -------- | --------------------- |
| Цауня 62' Астаф'євс 75' | Протокол | Фрай 43' Дердійок 80' |

| Сконто, Рига Глядачів: 8 600 Арбітр: Павел Краловець, Чехія |

### Молдова— Греція
| 09.09.2009 21:30 UTC+3 |

| Молдова      | 1—1      | Греція    |
| ------------ | -------- | --------- |
| Андронік 90' | Протокол | Гекас 33' |

| Зімбру, Кишинів Глядачів: 9 870 Арбітр: Данієль Штальггамар (Швеція) |

### Греція— Латвія
| 10.10.2009 21:30 UTC+2 |

| Греція                                       | 5—2      | Латвія                |
| -------------------------------------------- | -------- | --------------------- |
| Гекас 4', 47' (пен.), 57', 90+1' Самарас 73' | Протокол | Верпаковскіс 12', 40' |

| Олімпійський, Афіни Глядачів: 18 981 Арбітр: Том Геннінг Евербе, Норвегія |

### Ізраїль— Молдова
| 10.10.2009 21:00 UTC+2 |

| Ізраїль                 | 3—1      | Молдова        |
| ----------------------- | -------- | -------------- |
| Барда 22', 70' Даян 65' | Протокол | Калінков 90+2' |

| Рамат-Ган (стадіон), Рамат-Ган Глядачів: 8 700 Арбітр: Кевін Блом, Нідерланди |

### Люксембург— Швейцарія
| 10.10.2009 17:45 UTC+2 |

| Люксембург | 0—3      | Швейцарія                   |
| ---------- | -------- | --------------------------- |
|            | Протокол | Сендерос 6', 8' Гуггель 22' |

| Жозі Бартель, Люксембург Глядачів: 8 031 Арбітр: Едуардо Ітурральде Гонзалес, Іспанія |

### Латвія— Молдова
| 14.10.2009 21:00 UTC+3 |

| Латвія                    | 3—2      | Молдова                    |
| ------------------------- | -------- | -------------------------- |
| Рубін 32', 44' Гребіс 76' | Протокол | Овсянніков 25' Софроні 90' |

| Сконто, Рига Глядачів: 3 800 Арбітр: Йоуні Гюйтія, Фінляндія |

### Греція— Люксембург
| 14.10.2009 21:00 UTC+3 |

| Греція                  | 2—1      | Люксембург      |
| ----------------------- | -------- | --------------- |
| Торосідіс 30' Гекас 33' | Протокол | Пападопулос 90' |

| Олімпійський, Афіни Глядачів: 13 392 Арбітр: Дарко Чеферін, Словенія |

### Швейцарія— Ізраїль
| 14.10.2009 20:00 UTC+2 |

| Швейцарія | 0—0      | Ізраїль |
| --------- | -------- | ------- |
|           | Протокол |         |

| Сент-Джекоб Парк, Базель Глядачів: 38 500 Арбітр: Александру Тудор, Румунія |

## Топ 5 бомбардирів
1. Теофаніс Гекас — 10 голів
2. Елянів Барда — 6 голів
3. Аександр Фрай — 5 голів
4. Блез Нкуфо — 5 голів
5. Ангелас Харістеас — 4 голи

## Глядачі
| Команда    | Найвище | Найнижче | Середнє |
| ---------- | ------- | -------- | ------- |
| Греція     | 28,810  | 13,684   | 19,640  |
| Ізраїль    | 38,000  | 7,038    | 20,668  |
| Латвія     | 8,600   | 3,600    | 6,960   |
| Люксембург | 8,031   | 2,157    | 4,172   |
| Молдова    | 10,500  | 4,300    | 8598    |
| Швейцарія  | 38,500  | 18,026   | 27,125  |